# Fraps
Fraps è un software di cattura video e screenshot, distribuito in versione free (gratuita) e full (a pagamento).
L'ultima versione stabile è la 3.5.99, distribuita il 26 febbraio 2013. Fraps supporta anche Windows Vista e Windows 7 e i giochi funzionanti con le nuove DirectX 10 e 11.

## Caratteristiche
Nella sua versione full, Fraps permette una cattura video senza limiti di tempo, in cui si possono scegliere gli fps, la risoluzione (metà o la stessa dell'applicazione da cui si vuole catturare il video) e l'input audio. Il file ottenuto, con estensione .avi, risulterà non compresso e, quindi, di grosse dimensioni; grazie ad altri software, come VirtualDub, sarà possibile scegliere una compressione (post-recording).
Gli screenshot verranno salvati direttamente in file con estensione .bmp, .jpg, .png o .tga, con la possibilità di una cattura ripetuta automaticamente a intervalli definibili.
La funzione di benchmark, invece, può visualizzare gli fps in tempo reale in un angolo dello schermo selezionabile anch'esso, con la possibilità di salvare le statistiche in tre diverse modalità: MinMaxAvg (durata del benchmark, frame totali, frame massimo, minimo e media dei frame), FPS (valore del benchmark dei frame per secondo) e FrameTimes (tempo in millisecondi in cui il frame è stato visualizzato durante il benchmark).

## Utilizzo
Fraps viene usato da molti utenti di YouTube per caricare i propri video.